# Dead or Alive 4
Dead or Alive 4 (デッドオアアライブ4, Deddo Oa Araibu Fō) est un jeu de combat développé par le studio Team Ninja et édité par Tecmo sorti pour le lancement de la Xbox 360 en 2005. Le titre sort en France le 27 janvier 2006.
L'histoire de Dead or Alive 4 se focalise sur Helena Douglas, qui prend le relais du comité exécutif du tournoi « Dead or Alive » en tant que deuxième PCA,  déterminée à lutter contre la corruption dans l'organisation. L'histoire principale continue avec la guerre entre le « DOATEC » et le clan ninja Mugen Tenshin. Après la victoire d'Ayane sur Omega (la dernière création du DOATEC) dans Dead or Alive 3, Hayate est retourné au clan Mugen Tenshin, prenant la tête du groupe. Maintenant leader, il part à la conquête du DOATEC avec Ayane et Ryu Hayabusa ainsi que Kasumi.
Le jeu comporte trois nouveaux personnages : Kokoro, une jeune geisha en formation ; Eliot, un garçon de 16 ans venant d'Angleterre et protégé de Gen Fu et Lisa, une lutteuse libre. Dead or Alive 4 comporte également un personnage de la série Halo à débloquer, nommé « Spartan-458 ».

## Personnages jouables
| Personnages de Dead or Alive 4 : | Personnages de Dead or Alive 4 : | Personnages de Dead or Alive 4 : | Personnages de Dead or Alive 4 : | Personnages de Dead or Alive 4 : |
| Jouable                          | Doublage                         |                                  | À débloquer                      | Doublage                         |
| -------------------------------- | -------------------------------- | -------------------------------- | -------------------------------- | -------------------------------- |
| Ayane                            | Wakana Yamazaki                  | Helena Douglas                   | Yuka Koyama                      |                                  |
| Bass Armonstrong                 | Daisuke Gōri                     | Ein                              | NC                               |                                  |
| Bayman                           | Banjō Ginga                      | Gen Fu                           | Takeshi Aono                     |                                  |
| Brad Wong                        | Yukimasa Kishino                 | Leon                             | Kōji Totani                      |                                  |
| Christie                         | Kotono Mitsuishi                 | Tengu                            | NC                               |                                  |
| Hayate                           | Hikaru Midorikawa                | Spartan-458                      | NC                               |                                  |
| Hitomi                           | Yui Horie                        | Nouveau personnage               | Nouveau personnage               |                                  |
| Kasumi                           | Hōko Kuwashima                   | Kokoro                           | Ayako Kawasumi                   |                                  |
| Jann Lee                         | Toshio Furukawa                  | Lisa Hamilton                    | Māya Sakamoto                    |                                  |
| Lei Fang                         | Yumi Tōma                        | Eliot                            | Junko Minagawa                   |                                  |
| Ryu Hayabusa                     | Hideyuki Hori                    | Boss                             | Boss                             |                                  |
| Tina Armstrong                   | Yūko Nagashima                   | Alpha-152                        | Kaori Takeda                     |                                  |
| Zack                             | Bin Shimada                      | —                                | —                                |                                  |

1. 1 2 3 4 5  Le personnage ne possède pas de mode histoire.